# Teos (farao)
 Denne artikel omhandler den egyptiske farao. Opslagsordet har også en anden betydning, se Teos.
Teos var en egyptisk farao fra det trettende dynasti, som regerede mellem 362 f.Kr. og 360 f.Kr.. Han var medregent med sin far Nektanebos 1. fra 365 f.Kr.
1. ↑  Navnet er anført på bokmål og stammer fra Wikidata hvor navnet endnu ikke findes på dansk.
2. ↑  Navnet er anført på bokmål og stammer fra Wikidata hvor navnet endnu ikke findes på dansk.